# Кианоко
Киано̀ко (на италиански: Chianocco, до 1929 г. Chianoc, Кианок, на пиемонтски: Cianoch, Чанок, на окситански: Tsanuch, Цануч, на френски: Chanoux, Шану) е село и община в Метрополен град Торино, регион Пиемонт, Северна Италия. Разположено е на 550 m надморска височина. Към 1 януари 2020 г. населението на общината е 1590 души, от които 81 са чужди граждани.

## Забележителности
- Замък на Кианоко (Castello di Chianoco)
- Укрепен дом на Кианоко (Casaforte di Chianocco)
- Бивша църква на Св. Петър (Chiesa sconsacrata di S. Pietro)
- Църква „Св. апостол Петър“ (S.Pietro Apostolo)
- Параклис на Св. Иполит (Cappella di Sant'Ippolito)
- Гробищен параклис (Cappella cimiteriale)
- Специален природен ерезват на Оридо на Кианоко (Riserva Naturale Speciale dell’Orrido di Chianocco)

## Култура

### Музеи
- Етнографски музей на древните занаяти (Museo etnografico degli antichi mestieri), в замъка на Кианоко